# Universitat de Califòrnia a San Diego
La Universitat de Califòrnia a San Diego (UCSD) és una universitat pública co-educacional localitzada a La Jolla, un suburbi de San Diego, Califòrnia. És part del sistema de la Universitat de Califòrnia des de 1959 i va ser construïda al voltant del Scripps Institution of Oceanography.
UCSD, com és comunament coneguda, generalment és considerada la tercera millor de les universitats del sistema al qual pertany. La universitat en si es troba entre les millors universitats del país en matèries relacionades amb la medicina i les ciències, en singular el programa de biotecnologia, que és tercer en la nació. La Universitat també destaca en altres camps tals com teatre i dansa (el tercer lloc segons l'informe d'OS News and World) i enginyeria.

## Història
La universitat es va integrar al sistema de la Universitat de Califòrnia el 1959 després d'haver servit com l'estació marítima de la universitat des de 1912. Clark Kerr, expresident del sistema, va incloure a UCSD com un dels nous campus construïts per solucionar l'explosió demogràfica i els seus efectes en les institucions educatives públiques de l'estat.
Des de la seva creació, la universitat ha servit com la més prestigiosa de les universitats que funcionen al Comtat de Sant Diego. Actualment serveix a 25,000 estudiants encara que la quantitat varia amb any.

## Escoles i facultats
- Earl Warren College
- Eleanor Roosevelt College
- John Muir College
- Revelle College
- Sixth College
- Thurgood Marshall College